# Plattpfirsich

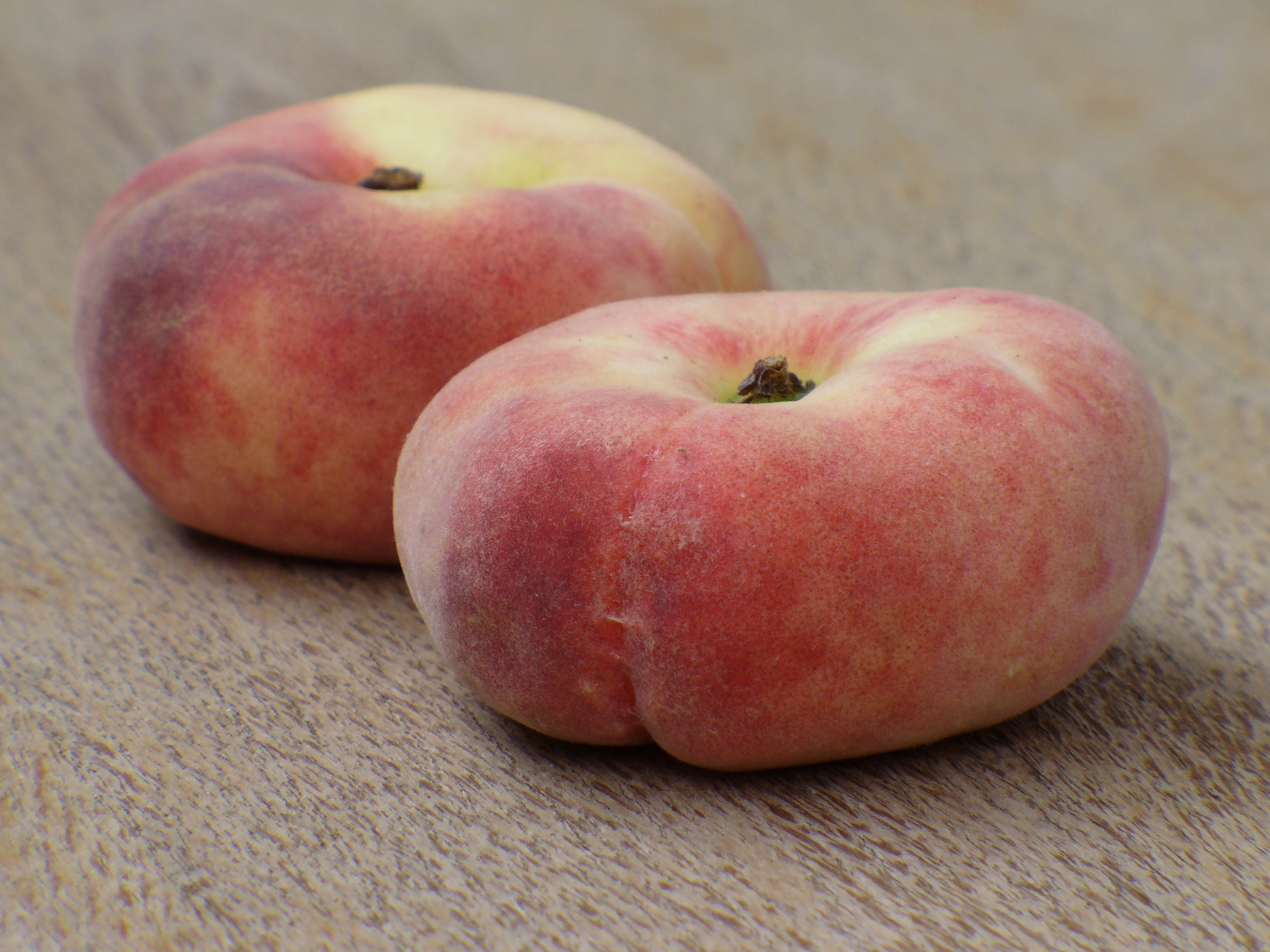
Früchte mit der typischen toroiden Form

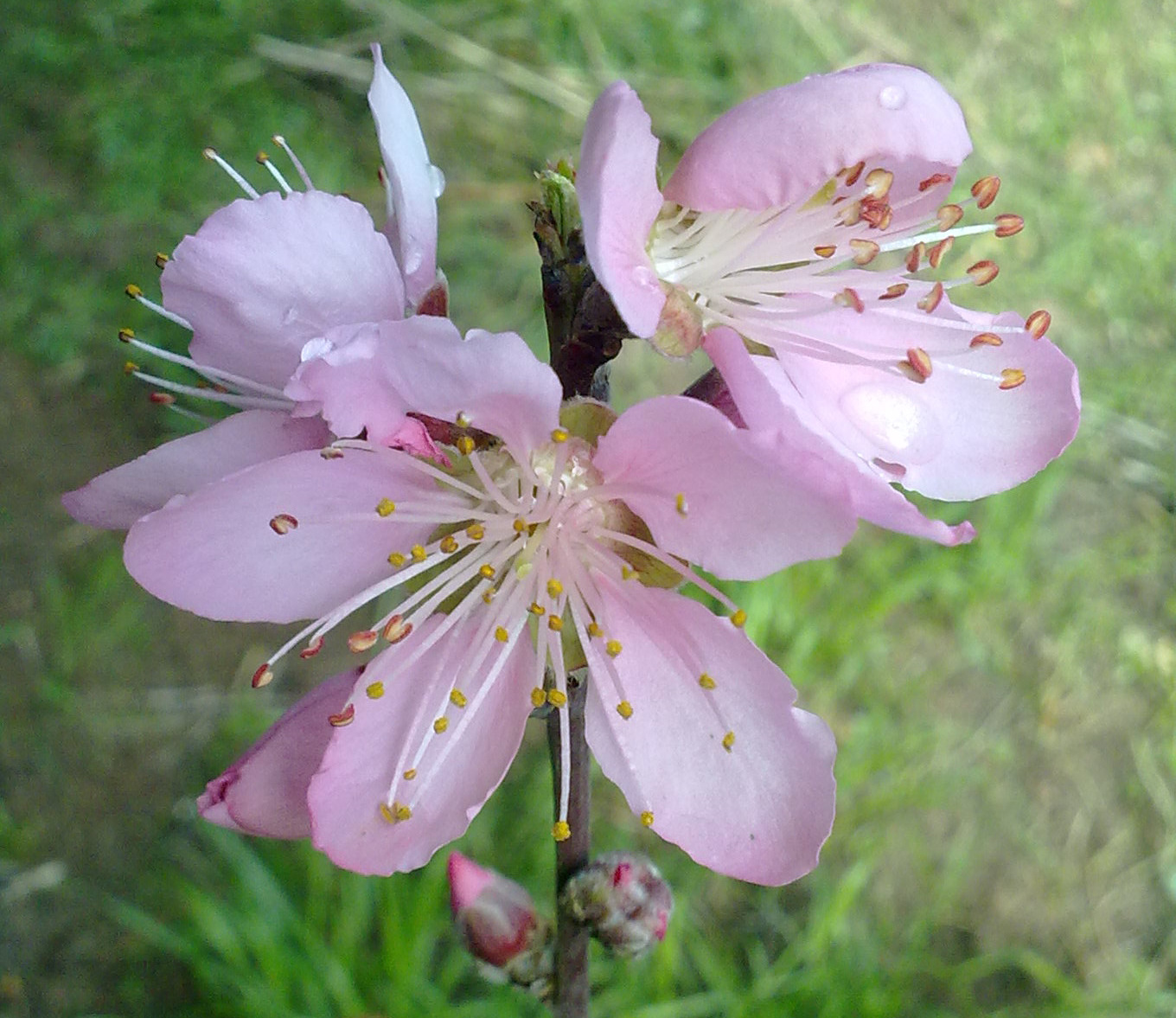
Blüten

Der Plattpfirsich oder Flachpfirsich (Prunus persica var. platycarpa) ist eine Varietät des Pfirsichs mit weißem Fruchtfleisch und in der Form einem Spindeltorus ähnlich.

## Beschreibung
Plattpfirsiche sind – wie im Namen erkennbar – flacher als die sonst üblichen Pfirsiche. Die Haut ist weißlich oder hellgelb mit roten Flecken, mit weniger Haaren auf der Oberfläche. Das Fruchtfleisch ist ebenfalls weißlich oder hellgelb. Der Geschmack ist süßer und weniger sauer als der des üblichen Pfirsichs.

## Name
Die Frucht ist unter mehreren Namen bekannt,  z. B. „Weinbergpfirsich“, „Bergpfirsich“, „Donutpfirsich“, „Paraguayo“ (Spanisch), „Plattpfirsich“, „Saturnpfirsich“, „Tellerpfirsich“, „Ufopfirsich“ oder „Wildpfirsich“.

## Anbau und Handel

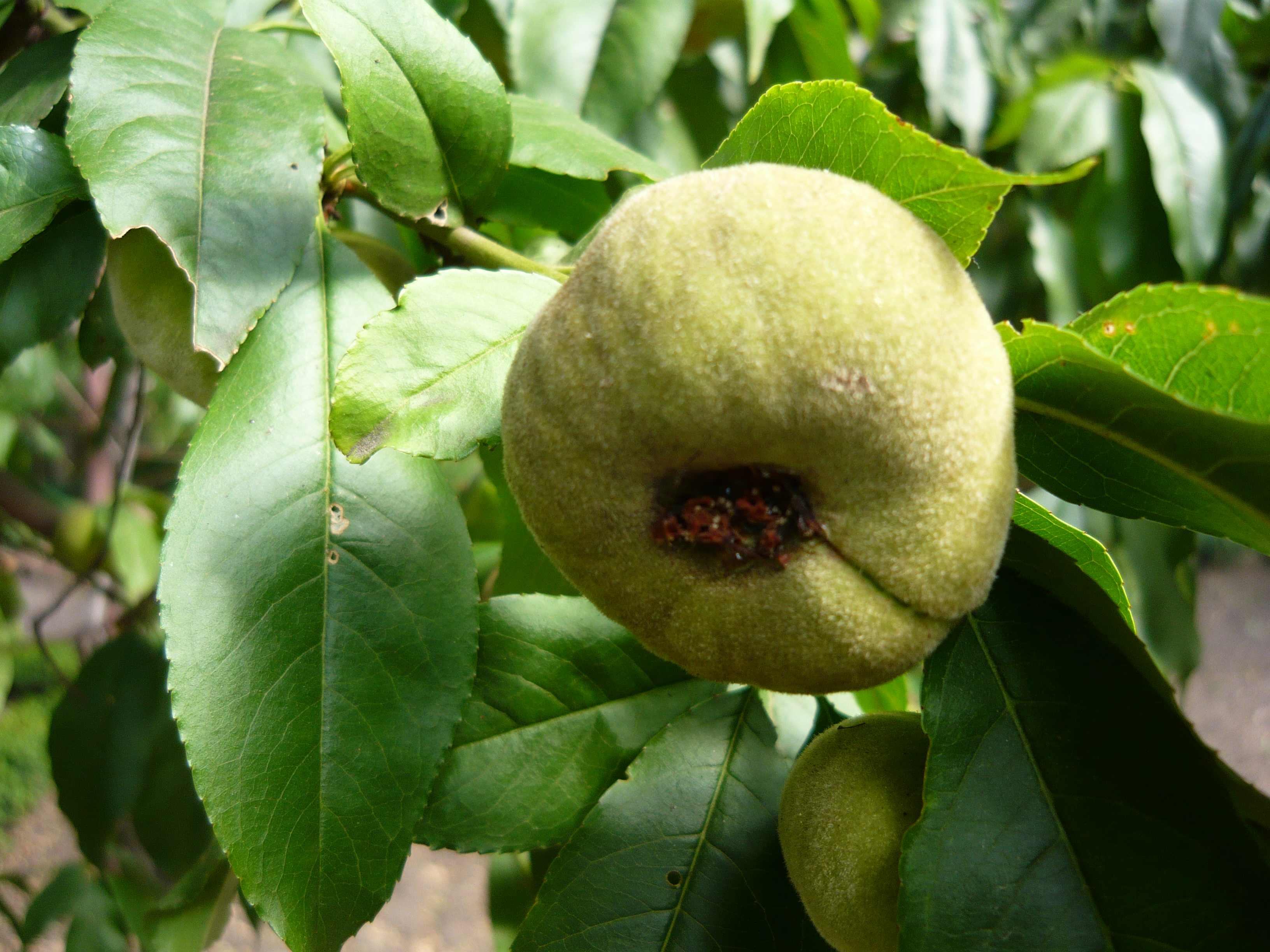
Noch unreife Frucht am Baum

Die Früchte werden im Spätfrühling bis zum Spätsommer geerntet. Gefürchtet ist der Befall durch die Kräuselkrankheit. Um die Jahrtausendwende werden Plattpfirsiche aus China mit zunehmender Popularität vermehrt in die USA und nach Europa exportiert. Inzwischen gibt es mehrere Züchtungen,  unter anderem aus Italien, Spanien, Frankreich und den USA, wo die Frucht ebenfalls angebaut wird. Die amerikanischen Kultivare „Saturn“ und „Galaxy“ sind steinlos.

## Plattpfirsiche in China

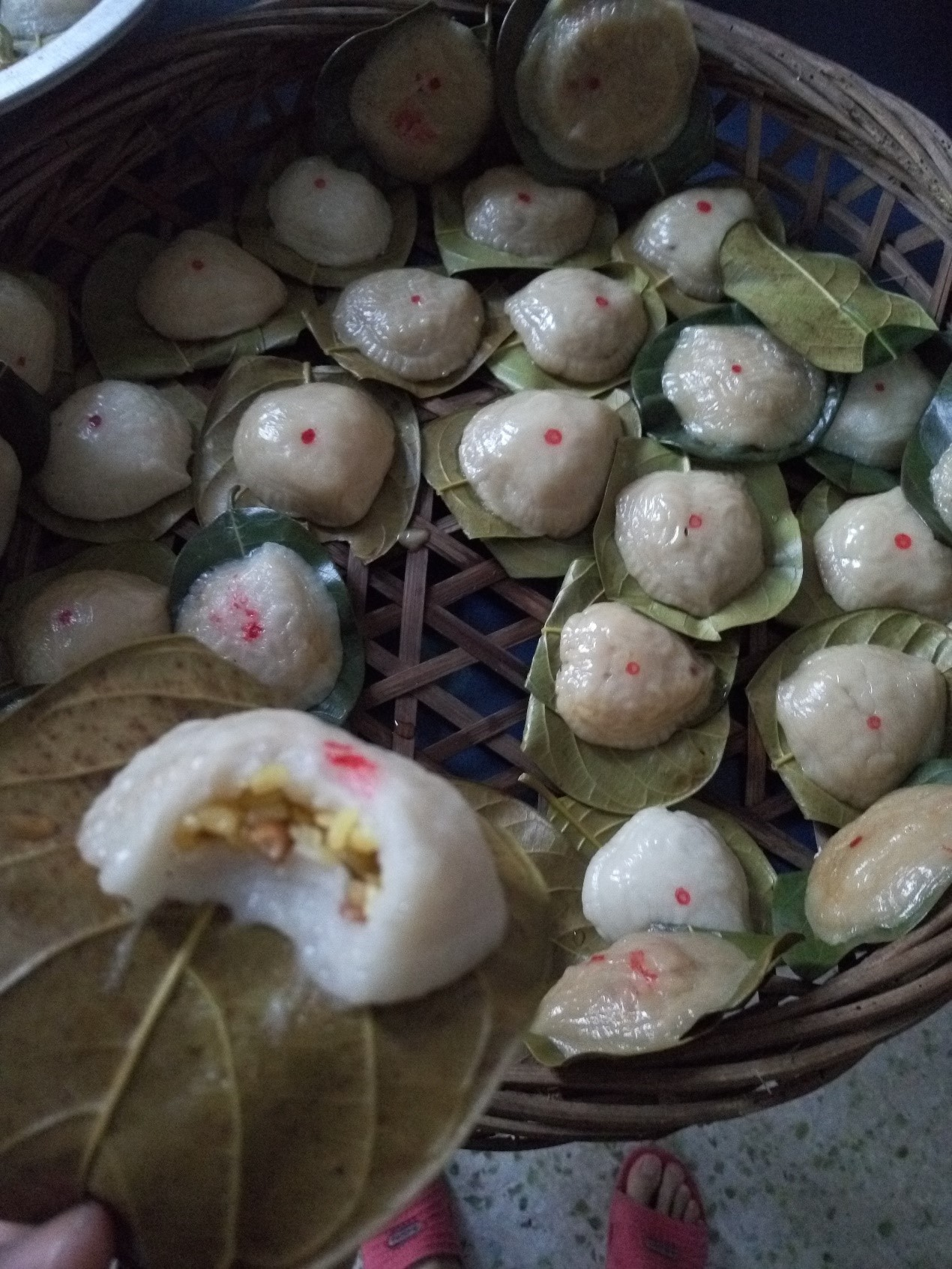
Hé, eine chinesische Süßigkeit, in Plattpfirsichform

Der Plattpfirsich hat seinen Ursprung in China, wo er seit über 2500 Jahren bekannt ist. Dort ist er bekannt unter dem Namen „pántáo“ (蟠桃), was „aufgerollter Pfirsich“ bedeutet.
Die Frucht spielt eine wichtige Rolle im klassischen chinesischen Roman Die Reise nach Westen aus dem 16. Jahrhundert, in der der Jadekaiser den Garten der Aufgerollten Pfirsiche der Göttin Xiwangmu in Besitz nimmt. Der Affenkönig Sun Wukong isst von einer Frucht und gelangt damit zum ewigen Leben.
Eine beliebte Süßigkeit in China namens „hé“ (籺) wird bevorzugt in der Form eines Plattpfirsichs zubereitet.

## Nachweise
1. ↑  HaGaFe GmbH: Pfirsich 'Flachpfirsich' - Floragard Pflanzeninfothek. Abgerufen am 10. Juli 2021 (deutsch).
2. 1 2 3  Kornelia Duwe: Platt-Pfirsich (Prunus persica var. platycarpa). In: Pflanzenlexikon. 7. Dezember 2022. Auf Pflanzen-Lexikon.com, abgerufen am 1. Juli 2025.
3. ↑  Desmond Layne, Daniele Bassi: The Peach: Botany, Production and Uses. CAB International, 2008